# Marseille-Lyon
Marseille-Lyon est une course cycliste française, organisée de 1911 à 1939 entre Marseille (Bouches-du-Rhône) et Lyon (Rhône).

## Présentation
Vingt-cinq éditions de la course sont organisées en juin (7 fois), juillet (1 fois) ou en août (17 fois). En 1912, la course se déroule dans le sens Lyon-Marseille.
Les éditions 1915, 1916, 1917 et 1918 sont annulées à cause de la Première Guerre mondiale.
La date de la course est stabilisée au 15 août à partir de 1925 pour les quinze dernières éditions. Elle est alors soutenue par le journal régional lyonnais Le Progrès et le quotidien sportif français L'Auto, s'internationalise et devient une semi-classique.
L'Auto s'éloigne peu à peu de l'organisation et les deux dernières éditions de la course (1938 et 1939) sont soutenues par le casino de Charbonnières-les-Bains et Radio-Lyon.
La course s'interrompt à cause de la Seconde Guerre mondiale et ne reprendra pas après le conflit.

## Parcours de l'édition 1932
Le parcours suit l'itinéraire de la route nationale 7 et traverse les villes ou localités suivantes :

## Palmarès
Le palmarès des 25 éditions est le suivant.
| Année          | Vainqueur          | Deuxième         | Troisième             |
| -------------- | ------------------ | ---------------- | --------------------- |
| 25 juin 1911   | Jules Manina       | Louis Billard    | Serra                 |
| 30 juin 1912   | Gabriel Jullien    | H.Beyer          | Noël Amenc            |
| 29 juin 1913   | Marius Matheron    | Marius Villette  | Pierre Bettini        |
| 5 juillet 1914 | René Guénot        | Pierre Bettini   | Guglielmo Ceccherelli |
| 1915-1918      | non organisé       | non organisé     | non organisé          |
| 17 août 1919   | Gustave Ganay      | Gabriel Figuet   | Louis Billard         |
| 27 juin 1920   | Louis Engel        | Gineys           | Beltrand              |
| 19 juin 1921   | José Pelletier     | Joseph Curtel    | Joseph Normand        |
| 17 août 1922   | José Pelletier     | Charles Longoni  | Henri Volland         |
| 10 juin 1923   | Maxime Reynaud     | Henri Volland    | Lucien Rich           |
| 29 juin 1924   | Jean Hillarion     | José Pelletier   | Gaston Ducerisier     |
| 15 août 1925   | Joseph Curtel      | Joseph Normand   | Claude Deniot         |
| 15 août 1926   | Pierre Bachellerie | Joseph Curtel    | Louis Gras            |
| 15 août 1927   | Maurice Geldhof    | Henri Colle      | Odile Tailleu         |
| 15 août 1928   | Marcel Bidot       | Pietro Righetti  | Pé Verhaegen          |
| 15 août 1929   | Léon Chené         | Antonin Magne    | Julien Moineau        |
| 15 août 1930   | Émile Joly         | Nicolas Frantz   | Roger Bisseron        |
| 15 août 1931   | Max Bulla          | Joseph Mauclair  | Hermann Buse          |
| 15 août 1932   | Herbert Sieronski  | Ludwig Geyer     | Louis Aimar           |
| 15 août 1933   | Romain Gijssels    | Benoît Faure     | Aldo Bertocco         |
| 15 août 1934   | Lucien Weiss       | Aldo Bertocco    | Louis Bonnefond       |
| 15 août 1935   | Aldo Bertocco      | Giuseppe Cassin  | Roger Lapébie         |
| 15 août 1936   | Joseph Soffietti   | Giuseppe Cassin  | Louis Hardiquest      |
| 15 août 1937   | Frans Bonduel      | Georges Speicher | Giuseppe Cassin       |
| 15 août 1938   | Pierre Cloarec     | Raymond Louviot  | Louis Aimar           |
| 15 août 1939   | Pierre Cloarec     | Louis Vincent    | Antonin Magne         |